# Quentin Delcourt
Pour les articles homonymes, voir Delcourt.
 (février 2022).
Si vous disposez d'ouvrages ou d'articles de référence ou si vous connaissez des sites web de qualité traitant du thème abordé ici, merci de compléter l'article en donnant les références utiles à sa vérifiabilité et en les liant à la section « Notes et références ».
Quentin Delcourt, né le 2 juin 1991, est un réalisateur, scénariste et producteur français de cinéma. Il est aussi le cofondateur et codirecteur général du Festival Plurielles, qui met à l’honneur chaque année les femmes et l’inclusion dans le cinéma international contemporain.

## Biographie

### Études et formation
Diplômé en études cinématographiques de l’Université de Montréal après une hypokhâgne au lycée Fénelon de Paris, Quentin Delcourt commence sa carrière en tant que comédien et assistant à la réalisation. Il devient ensuite directeur artistique et multiplie les projets à l’international. En musique, il travaille avec la chanteuse canadienne Carissa Vales, pour qui il réalise notamment deux vidéoclips, City Lights en 2014 et Once Afgain / Reviens-Moi en 2015.
Alors qu’il est encore étudiant à Montréal, il réalise, écrit et produit son premier court-métrage, Alain, en 2014.

### Carrière cinématographique française
Quentin Delcourt rentre s’établir définitivement en France en 2018 et créé avec Laurence Meunier, au cinéma Majestic de Compiègne, le festival Plurielles, une compétition de films à l’international et française mettant en avant des personnages féminins forts et des films inclusifs.
Il fonde sa société de production, Irrix Films Productions en janvier 2019 avec une associée. L’année suivante, le 22 janvier 2020, sort en salles son premier film documentaire Pygmalionnes, laissant la parole aux femmes issues de l’industrie du cinéma qui l’inspirent, parmi lesquelles on retrouve les actrices et réalisatrices Aïssa Maïga, Hafsia Herzi, Stéfi Celma, Naidra Ayadi, Alix Bénézech, Anne Richard et Nathalie Marchak, ainsi que la cheffe opératrice Céline Bozon, l’agent d’artistes Élisabeth Tanner et les exploitantes Isabelle Gibbal Hardy et Laurence Meunier.
En novembre 2020, il est membre du jury "Visages de la francophonie" au Festival de films CINEMANIA (Montréal, Québec) dont la 26e édition se tient exclusivement en ligne en raison de la pandémie de Covid-19. À cette occasion, il remet notamment le "Prix Rayonnement du meilleur long-métrage québécois ou en co-production" au film La nuit des rois de Philippe Lacôte.
Il devient membre de l’A.R.P en 2021 - la Société civile des Auteurs-Réalisateurs-Producteurs - et prépare l'année suivante[Quand ?] Les Mouettes, un premier long-métrage de fiction inspiré de faits réels sur le thème de la bipolarité.
En avril 2022, il produit avec Irrix Films et réalise un nouveau court-métrage intitulé IMPATIENTES sur le thème de la santé mentale et des soins en psychiatrie. Porté par Linh-Dan Pham, Agnès Soral, Anais Parello et pour la première fois au cinéma, Ayem Nour, ce film social et engagé défend une représentation réaliste et humaine des soins apportés en hôpitaux psychiatriques.
En septembre 2023, toujours avec sa société de production, il produit et réalise un nouveau court-métrage de fiction SUNFLOWERS AT NIGHT. C'est à Compiègne, sa ville d'appartenance, qu'il choisit de planter les décors de son nouveau court-métrage, mettant à l'honneur des lieux emblématiques de la ville, pour raconter l'histoire de ses nouveaux personnages.

## Filmographie

### Réalisateur

#### Long métrage
- 2020: Pygmalionnes (documentaire)

#### Courts métrages
- 2023: SUNFLOWERS AT NIGHT(fiction)
- 2022 : IMPATIENTES[9](fiction)
- 2016 : Coming Out Part 2 – Life (vidéo web)
- 2015 : Coming Out Part 1 – Art (vidéo web)
- 2014 : Alain

#### Clips
- 2017 : City of Stars[Qui ?]
- 2015 : Once Again / Reviens-Moi[Qui ?]
- 2014 : City Lights[Qui ?]

##### Teasers longs métrages[Quoi ?]
- 2016 : Alliance[Quoi ?]
- 2017 : Tango[Quoi ?]